# Chłopiec z latawcem (film)
Chłopiec z latawcem – amerykański dramat obyczajowy z 2007 roku na podstawie powieści Khaleda Hosseiniego pod tym samym tytułem.

## Główne role
- Khalid Abdalla – Amir
- Saïd Taghmaoui – Farid
- Abdul Salam Yusoufzai – Assef
- Atossa Leoni – Soraya
- Shaun Toub – Rahim Kahn
- Homayoun Ershadi – Baba
- Nabi Tanha – Ali

## Nagrody i nominacje
Oscary za rok 2007
- Najlepsza muzyka – Alberto Iglesias (nominacja)

Złote Globy 2007
- Najlepszy film zagraniczny (nominacja)
- Najlepsza muzyka – Alberto Iglesias

Nagrody BAFTA 2007
- Najlepszy film nieanglojęzyczny – William Horberg, Walter F. Parkes, Rebecca Yeldham, Marc Forster (nominacja)
- Najlepszy scenariusz adaptowany – David Benioff (nominacja)
- Najlepsza muzyka – Alberto Iglesias (nominacja)

Nagroda Satelita 2007
- Najlepsza muzyka – Alberto Iglesias
- Najlepszy scenariusz adaptowany – David Benioff (nominacja)